# Félix Chatteleyn
Félix Chatteleyn, né le 13 avril 1861 à Lille (Nord) et décédé le 20 novembre 1934 dans la même ville, est  un homme politique français.

## Biographie
- Sénateur du Nord de 1904 à 1906 (non-réélu)
- Conseiller général du Nord pour le Canton de Roubaix-Nord de 1898 à 1906
- Conseiller municipal de Roubaix et adjoint au maire de Roubaix

## Sources
- « Félix Chatteleyn », dans le Dictionnaire des parlementaires français (1889-1940), sous la direction de Jean Jolly, PUF, 1960 [détail de l’édition]